# Una fantastica e incredibile giornata da dimenticare
Alexander e la Terribile, Orribile ma veramente Bruttissima Giornata (Alexander and the Terrible, Horrible, No Good, Very Bad Day) è un film del 2014 diretto da Miguel Arteta e tratto dall'omonimo romanzo di Judith Viorst.
Co-prodotto dalla Walt Disney Pictures, 21 Laps Entertainment e Jim Henson Company, in Italia il film è stato trasmesso su Sky Cinema Uno il 1° luglio 2015 col titolo Una fantastica e incredibile giornata da dimenticare. Il 28 marzo 2025 è stato pubblicato il reboot del film su Disney+, intitolato Alexander e il terribile, orribile, abominevole ma veramente bruttissimo viaggio.

## Trama
Alexander Cooper ha quasi 12 anni e vive con i genitori Ben e Kelly e i suoi tre fratelli Anthony, Emily e il piccolo Trevor. Al contrario dei suoi familiari, brillanti e sicuri di sé, Alexander è un timido e impacciato, e subisce numerose disavventure: il giorno prima del suo compleanno viene bullizzato dal suo compagno Elliot; poi dà accidentalmente fuoco agli appunti di Becky, la ragazzina per cui ha una cotta; in seguito scopre che tutti i suoi invitati, compreso il suo miglior amico Paul, diserteranno la sua festa per recarsi a quella di Philip, un ragazzino più popolare, che sarà ricca di divertimenti. Quando prova a confidarsi con i suoi familiari, ciascuno di essi è troppo preso dalla propria vita per dedicargli attenzione. Quella sera, Alexander esprime un desiderio: perché finalmente comprendano come si sente, chiede che i suoi familiari abbiano la sua stessa sfortuna.
Il giorno dopo ciascuno dei familiari ha un impegno importantissimo: Ben ha un colloquio di lavoro presso una ditta di videogiochi, Kelly il lancio di un libro che sarà presentato da Dick Van Dyke; Emily dovrà recitare come protagonista in una recita di Peter Pan e Anthony, dopo aver sostenuto l'esame per la patente, si recherà al ballo della scuola con la fidanzata Celia. Tuttavia ciascuno di essi sarà protagonista di una serie di disastri: i genitori si svegliano in ritado, Emily scopre di avere un forte raffreddore e per un malinteso Anthony rompe con Celia. L'automobile di Kelly, inoltre, è fuori uso, così Ben deve fare i salti mortali per accompagnare moglie e figli e recarsi al colloquio, portando Trevor con sé. A scuola, Alexander scopre che Elliot è stato sospeso e che Philip annullerà la festa per aver contratto la varicella: tutti gli invitati verranno quindi a quella di Alexander, compresi Paul e Becky, che lo perdona per la faccenda degli appunti. Entusiasmato, Alexander chiede a suo padre di organizzargli una festa meravigliosa.
Intanto il lavoro di Kelly è messo a repentaglio quando si scopre che il libro da lanciare è stato stampato con un imbarazzante errore di stampa. La donna cerca di fermare la presentazione di Dick van Dyke, ma invano: l'attore legge il libro non corretto, causando sdegno da parte del pubblico. Ben si trova invece a sostenere il colloquio davanti a degli imprenditori giovanissimi, che lo criticano per la sua età; l'intervista sembra comunque andare piuttosto bene, finché Trevor non ingoia un pennarello indelebile, sporcandosi tutta la faccia. Intanto Anthony riesce a far pace con Celia, ma mentre saltella entusiasta per esserci riuscito provoca la caduta di due bacheche per i trofei, cosa per la quale verrà sospeso. Emily, sperando di farsi passare il raffreddore in tempo per la recita, ingoia una dose esagerata di sciroppo per la tosse.
La famiglia si riunisce e ciascuno racconta le proprie disavventure; Alexander capisce che il suo desiderio ne è la causa e prova a dissuadere i familiari dai loro impegni successivi, senza riuscirci. Intanto Anthony sostiene l'esame di guida, ma la sua esaminatrice miss Suggs lo spinge con l'inganno a rispondere a una telefonata di Celia mentre è al volante: per lo shock il ragazzo sbanda e distrugge l'auto, finendo inevitabilmente bocciato. Alexander confessa allora cos'è accaduto la sera prima e chiede perdono a tutti, ma Ben lo rassicura: anche se la giornata è andata male, non significa che potrà andare peggio. La famiglia decide dunque di fronteggiare il resto della giornata con positività.
Successivamente, tutti si recano alla recita di Emily: a causa delle sostanze eccitanti dello sciroppo, la ragazza si comporterà però in maniera indisciplinata e rovinerà lo spettacolo. Intanto Ben riceve una chiamata per un secondo colloquio, che si terrà al ristorante giapponese Nagamaki, al quale si presenterà con una camicia da pirata dopo che Emily gli vomita addosso. I Cooper decidono quindi di accompagnare Anthony (con indosso un improvvisato e sgargiante smoking) e Celia al ballo, facendoli cenare nello stesso posto. La ragazza si dimostra insofferente alle bizzarrie della famiglia di Anthony, e il ragazzo si rende conto di quanto ella sia viziata. Il colloquio di Ben, intanto, sembra andare alla grande finché l'uomo non dà accidentalmente fuoco alla camicia, mettendosi in imbarazzo di fronte ai suoi nuovi datori di lavoro. Kelly e i ragazzi raggiungono quindi Ben per consolarlo, e Alexander suggerisce che "si debbano vivere brutte giornate, per godersi al meglio quelle buone". Anthony allora decide di lasciare Celia per stare con la propria famiglia, che a differenza di lei lo ama davvero; tutti insieme, i Cooper si dirigono a casa, ma una volta arrivati scoprono un coccodrillo che vi si aggira.
L'animale è in realtà parte di uno zoo itinerante di animali australiani, che Ben ha convocato per la festa sapendo quanto Alexander ami quel continente. Nel frattempo arrivano tutti gli amici di Alexander e la festa ha inizio; durante i festeggiamenti, Kelly riceve la notizia che il video di Van Dyke è diventato virale sui social network, e che quindi il libro malriuscito si è rivelato inaspettatamente un gran successo; Ben invece viene assunto dalla ditta di videogiochi. Alexander conclude allora che per essere iniziata come una pessima giornata, quella appena vissuta ha finito per essere la migliore in assoluto: spegnendo le candeline esprime dunque il desiderio che ce ne siano molte altre uguali.

## Personaggi
- Alexander: ha una cotta per una sua compagna, Becky, la quale tuttavia non sembra interessata al ragazzo. Affronta una terribile giornata al contrario dei suoi familiari e proprio per questo desidera che i suoi familiari abbiano una giornata da incubo.
- Kelly: è la madre della famiglia.Al contrario di molte altre madri lei lavora ogni giorno ed è suo marito a occuparsi della casa e i figli. Per il suo lavoro realizza un libro per bambini. Tuttavia vi è un malinteso, e alcune parole vengono corrette, creando un doppiosenso con la parola "schizzo".
- Ben: è il padre della famiglia. Non lavora ed è quindi lui a occuparsi della casa e dei figli. È molto ottimista tanto da fare continuamente battute, che mettono in imbarazzo i suoi figli, soprattutto Alexander. Dopo aver perso il suo lavoro, passa molto tempo con i suoi figli, soprattutto Trevor, il più piccolo.
- Emily: è la sorella maggiore di Alexander. Nella recita scolastica avrebbe dovuto interpretare il ruolo di Peter Pan ma le viene un raffreddore che non le permetterà di recitare. Per sistemare la faccenda, decidere di utilizzare dello sciroppo per la tosse, prendendone troppo e rovinando la sua performance.
- Anthony: è il fratello maggiore di Alexander. Ha una fidanzata, Celia, di cui spesso è succube e alla quale spesso non riesce a dire di no. È il ragazzo più popolare della scuola e prende in giro spesso Alexander. Decide di fare l'esame per la patente, così da poter accompagnare la sua ragazza al ballo della scuola, per poter essere incoronati al ballo, anche se non riesce a passarlo. Tuttavia alla fine, capisce l'importanza della sua famiglia e decide quindi di lasciare Celia, troppo presuntuosa ed arrogante.
- Trevor: è il più piccolo della famiglia. Un giorno mangia un pennarello verde, che non risulta essere tossico, ma che riduce tutto il suo viso di un colorito verdognolo.

## Produzione
Nel 2011, la 20th Century Fox aveva intenzione di fare un adattamento cinematografico del libro di Judith Viorst. Scritto da Rob Lieber, il film doveva essere diretto da Lisa Cholodenko e prodotto da Shawn Levy con Dan Levine per la 21 Laps e Lisa Henson della Jim Henson Company. Steve Carell venne contattato nell'aprile 2012 per interpretare Ben, il padre di Alexander.
Nell'ottobre 2012, il progetto venne ripreso dalla Walt Disney Pictures, dopo che la Fox fu costretta ad abbandonarlo per problemi di budget. Nel febbraio 2013, la Cholodenko abbandonò il progetto e un mese dopo venne sostituita da Miguel Arteta.
Nell'aprile 2013, Jennifer Garner venne contattata per interpretare la madre di Alexander. Nel giugno 2013 la Disney fissò la data di uscita per il 10 ottobre 2014 e confermò che Carell e la Garner avrebbero interpretato i genitori di Alexander. Nello stesso mese la Disney annunciò che Ed Oxenbould avrebbe interpretato il ruolo di Alexander. Nel luglio 2013 Bella Thorne venne presa nel cast nel ruolo della fidanzata del fratello maggiore di Alexander. Joel Johnstone, Megan Mullally e Jennifer Coolidge si unirono al cast nel mese successivo.
Le riprese iniziarono il 19 agosto 2013. Il film è stato interamente girato nella zona di Los Angeles, incluse le città di Pasadena e Arcadia, la San Fernando Valley e il Melody Ranch di Newhall.

## Colonna sonora
Il 1º aprile 2014, il compositore Christophe Beck venne assunto per realizzare la colonna sonora del film. Il 29 agosto la Walt Disney Records annunciò l'uscita dell'album per il 7 ottobre 2014. L'album contiene le canzoni del film, inclusi nuovi brani di vari artisti come i The Vamps, Kerris and Justine Dorsey, The Narwhals, Charles William and IDK & The Whatevs.
1. The Vamps – Hurricane – 3:17
2. Kerris Dorsey e Justine Dorsey – Best Worst Day Ever – 3:35
3. Charles William – We Are the Ones (Own the World) – 3:08
4. The Narwhals – Surf Surf Don't Drown – 3:27
5. IDK and The Whatevs – Perfect World – 3:06
6. Christophe Beck – Suite from "Alexander and the Terrible, Horrible, No Good, Very Bad Day" – 3:20

## Accoglienza
Il film ha ricevuto recensioni mediocri da parte della critica. Su 109 recensioni di Rotten Tomatoes il film ha ottenuto un punteggio del 61%, con una valutazione media di 5.7/10.

## Riconoscimenti
- 2015 - Young Artist Awards[19]
  - Nomination Miglior performance in un film - Giovane attore protagonista a Ed Oxenbould
  - Nomination Miglior performance in un film - Giovane cast a Kerris Dorsey, Dylan Minnette e Ed Oxenbould
- 2015 - Kids' Choice Awards[20]
  - Nomination Attore cinematografico preferito a Steve Carell
  - Nomination Attrice cinematografica preferita a Jennifer Garner